# Dino Zoff
Dino Zoff (Mariano del Friuli, 28 februari 1942) is een Italiaans voormalig trainer en doelman in het betaald voetbal. Hij speelde gedurende zijn carrière voor Udinese, Mantova, Napoli en Juventus. Van 1968 tot en met 1983 kwam hij 112 keer uit voor het Italiaans voetbalelftal.

## Spelerscarrière
In het seizoen 1961/1962 maakte Zoff zijn debuut voor Udinese, hij mocht dat seizoen vier keer het doel verdedigen van de zwart/witten. Het seizoen dat volgde bracht Zoff het tot 36 wedstrijden. In 1963 maakte hij de overstap naar Mantova, waar hij dat jaar 27 keer keepte, het seizoen erop (1964/1965) keepte hij 32 keer voor Mantova, in 1965/1966 38 keer. Ook in het seizoen 1966/1967 was hij nog de vaste keeper bij Mantova, waarvoor hij dat jaar 34 keer het doel verdedigde. De Italiaan maakte de overstap naar Napoli. Vaste waarde Zoff kwam in de vier seizoenen erop ieder jaar 30 keer uit voor Napoli. 1971/1972 zou het laatste seizoen in Napoli voor hem zijn, hij keepte 23 keer en vertrok naar Juventus. Bij Juventus maakte Zoff het meeste faam en behaalde zijn grootste successen. In 1973 speelde Zoff met Juventus in de Europacup I finale tegen Ajax. In de elf seizoenen die hij bij Juventus speelde, miste Zoff geen wedstrijd en kwam tot 330 wedstrijden. In 1982/1983 sloot hij zijn carrière af bij Juventus. In zijn gehele carrière kwam hij tot 570 clubwedstrijden.

## Clubstatistieken
| Seizoen | Team     | Duels | Goals | Competitie |
| ------- | -------- | ----- | ----- | ---------- |
| 1961/62 | Udinese  | 4     | 0     | Serie A    |
| 1962/63 | Udinese  | 36    | 0     | Serie B    |
| 1963/64 | Mantova  | 27    | 0     | Serie A    |
| 1964/65 | Mantova  | 32    | 0     | Serie A    |
| 1965/66 | Mantova  | 38    | 0     | Serie A    |
| 1966/67 | Mantova  | 34    | 0     | Serie A    |
| 1967/68 | Napoli   | 30    | 0     | Serie A    |
| 1968/69 | Napoli   | 30    | 0     | Serie A    |
| 1969/70 | Napoli   | 30    | 0     | Serie A    |
| 1970/71 | Napoli   | 30    | 0     | Serie A    |
| 1971/72 | Napoli   | 23    | 0     | Serie A    |
| 1972/73 | Juventus | 30    | 0     | Serie A    |
| 1973/74 | Juventus | 30    | 0     | Serie A    |
| 1974/75 | Juventus | 30    | 0     | Serie A    |
| 1975/76 | Juventus | 30    | 0     | Serie A    |
| 1976/77 | Juventus | 30    | 0     | Serie A    |
| 1977/78 | Juventus | 30    | 0     | Serie A    |
| 1978/79 | Juventus | 30    | 0     | Serie A    |
| 1979/80 | Juventus | 30    | 0     | Serie A    |
| 1980/81 | Juventus | 30    | 0     | Serie A    |
| 1981/82 | Juventus | 30    | 0     | Serie A    |
| 1982/83 | Juventus | 30    | 0     | Serie A    |
| Totaal  | Totaal   | 644   | 0     |            |

## Squadra Azzurra
Zoff debuteerde in 1968 in het Italiaans voetbalelftal. Hij was toen al 26 jaar. Tot 1983 zou hij zijn plaats behouden. Hij speelde 112 wedstrijden voor de Squadra Azzurra, waarvan 59 keer als aanvoerder. Hij kreeg in deze 112 wedstrijden slechts 83 tegengoals. In de periode tussen september 1972 en juni 1974 kreeg hij 1143 minuten geen goals tegen in het nationale elftal. Deze reeks werd doorbroken door Emmanuel Sanon uit Haïti. Met het nationale team won Zoff het EK 1968 en het WK 1982. Hij speelde zijn honderdste interland op 14 juni 1982 tegen Polen.

## Trainerscarrière
Nadat Zoff zijn spelerscarrière had afgesloten bij Juventus keerde hij de club niet de rug toe, want vanaf 1983 fungeerde Zoff als keeperstrainer bij De Oude Dame. In 1987/88 werd Zoff ook jeugdtrainer bij de club, om vanaf de zomer van 1988 zelfs hoofdtrainer te worden. In zijn eerste seizoen als hoofdtrainer van Juventus leidde hij de club naar de vierde plaats, twee posities beter dan een seizoen eerder. In de UEFA Cup behaalde het team van Zoff de kwartfinale. In het tweede seizoen van Juventus onder Zoff gooide de ploeg hoge ogen, want zowel de Coppa Italia als de UEFA Cup werden gewonnen. Ondanks een aanbod om langer coach te blijven van Juventus, vertrok Zoff uit het Stadio delle Alpi. Hij tekende een contract om trainer te worden van Lazio Roma.
Hier beleefde Zoff vier rustige seizoenen, waarin Lazio zich de laatste twee jaar plaatste voor de UEFA Cup. In de zomer van 1994 nam Zoff afscheid van Lazio, om in 1996 terug te keren als interim-manager. Na deze periode maakte Zoff als bondscoach de overstap naar het Italiaanse nationale elftal.
Met Italië bereikte Zoff de EK-eindronde 2000 in België en Nederland. Op dit toernooi behaalde Italië de tweede plaats; in de finale werd met 2-1 verloren van Frankrijk. De Italianen stonden lang met 0-1 voor, maar in de 93ste minuut maakte Frankrijk nog de 1-1, om in de verlenging via een golden goal alsnog te winnen. Na het toernooi stopte Zoff als bondscoach. Hij had de nationale ploeg in totaal 23 duels onder zijn hoede.
| Interlands Italië onder leiding van Dino Zoff | Interlands Italië onder leiding van Dino Zoff | Interlands Italië onder leiding van Dino Zoff | Interlands Italië onder leiding van Dino Zoff | Interlands Italië onder leiding van Dino Zoff |
| №                                             | Datum                                         | Wedstrijd                                     | Uitslag                                       | Competitie                                    |
| --------------------------------------------- | --------------------------------------------- | --------------------------------------------- | --------------------------------------------- | --------------------------------------------- |
| 1                                             | 05.09.1998                                    | Wales – Italië                                | 0 – 2                                         | EK-kwalificatie                               |
| 2                                             | 10.10.1998                                    | Italië – Zwitserland                          | 2 – 0                                         | EK-kwalificatie                               |
| 3                                             | 18.11.1998                                    | Italië – Spanje                               | 2 – 2                                         | Vriendschappelijk                             |
| 4                                             | 16.12.1998                                    | Italië –                                      | 6–2                                           | Vriendschappelijk                             |
| 5                                             | 10.02.1999                                    | Italië – Noorwegen                            | 0 – 0                                         | Vriendschappelijk                             |
| 6                                             | 27.03.1999                                    | Denemarken – Italië                           | 1 – 2                                         | EK-kwalificatie                               |
| 7                                             | 31.03.1999                                    | Italië – Wit-Rusland                          | 1 – 1                                         | EK-kwalificatie                               |
| 8                                             | 28.04.1999                                    | Kroatië – Italië                              | 0 – 0                                         | Vriendschappelijk                             |
| 9                                             | 05.06.1999                                    | Italië – Wales                                | 4 – 0                                         | EK-kwalificatie                               |
| 10                                            | 09.06.1999                                    | Zwitserland – Italië                          | 0 – 0                                         | EK-kwalificatie                               |
| 11                                            | 08.09.1999                                    | Italië – Denemarken                           | 2 – 3                                         | EK-kwalificatie                               |
| 12                                            | 09.10.1999                                    | Wit-Rusland – Italië                          | 0 – 0                                         | EK-kwalificatie                               |
| 13                                            | 13.11.1999                                    | Italië – België                               | 1 – 3                                         | Vriendschappelijk                             |
| 14                                            | 23.02.2000                                    | Italië – Zweden                               | 1 – 0                                         | Vriendschappelijk                             |
| 15                                            | 29.03.2000                                    | Spanje – Italië                               | 2 – 0                                         | Vriendschappelijk                             |
| 16                                            | 26.04.2000                                    | Italië – Portugal                             | 2 – 0                                         | Vriendschappelijk                             |
| 17                                            | 03.06.2000                                    | Noorwegen – Italië                            | 1 – 0                                         | Vriendschappelijk                             |
| 18                                            | 11.06.2000                                    | Italië – Turkije                              | 2 – 1                                         | EK-eindronde                                  |
| 19                                            | 14.06.2000                                    | België – Italië                               | 0 – 2                                         | EK-eindronde                                  |
| 20                                            | 19.06.2000                                    | Italië – Zweden                               | 2 – 1                                         | EK-eindronde                                  |
| 21                                            | 24.06.2000                                    | Italië – Roemenië                             | 2 – 0                                         | EK-eindronde                                  |
| 22                                            | 29.06.2000                                    | Nederland – Italië                            | 0 – 0                                         | EK-eindronde                                  |
| 23                                            | 02.07.2000                                    | Frankrijk – Italië                            | 2 – 1                                         | EK-eindronde                                  |

## Erelijst
Als speler
| Competitie     |          |                                                      |          |          |
| Competitie     | Aantal   | Jaren                                                |          |          |
| Juventus       | Juventus | Juventus                                             | Juventus | Juventus |
| -------------- | -------- | ---------------------------------------------------- | -------- | -------- |
| Internationaal |          |                                                      |          |          |
| UEFA Cup       | 1x       | 1976/77                                              |          |          |
| Nationaal      |          |                                                      |          |          |
| Serie A        | 6x       | 1972/73, 1974/75, 1976/77, 1977/78, 1980/81, 1981/82 |          |          |
| Coppa Italia   | 2x       | 1978/79, 1982/83                                     |          |          |

| Competitie                     | Winnaar | Winnaar | Runner-up | Runner-up | Derde  | Derde  |
| Competitie                     | Aantal  | Jaren   | Aantal    | Jaren     | Aantal | Jaren  |
| Italië                         | Italië  | Italië  | Italië    | Italië    | Italië | Italië |
| ------------------------------ | ------- | ------- | --------- | --------- | ------ | ------ |
| Wereldkampioenschap voetbal    | 1x      | 1982    |           |           |        |        |
| Europees kampioenschap voetbal | 1x      | 1968    |           |           |        |        |

Als trainer
| Competitie     |          |          |          |          |
| Competitie     | Aantal   | Jaren    |          |          |
| Juventus       | Juventus | Juventus | Juventus | Juventus |
| -------------- | -------- | -------- | -------- | -------- |
| Internationaal |          |          |          |          |
| UEFA Cup       | 1x       | 1989/90  |          |          |
| Nationaal      |          |          |          |          |
| Coppa Italia   | 1x       | 1989/90  |          |          |

| Competitie                     | Winnaar | Winnaar | Runner-up | Runner-up | Derde  | Derde  |
| Competitie                     | Aantal  | Jaren   | Aantal    | Jaren     | Aantal | Jaren  |
| Italië                         | Italië  | Italië  | Italië    | Italië    | Italië | Italië |
| ------------------------------ | ------- | ------- | --------- | --------- | ------ | ------ |
| Europees kampioenschap voetbal |         |         | 1x        | 2000      |        |        |

Invididueel
Als speler
- November 2003: Italy's Golden Player – Italiaans beste voetballer van de afgelopen 50 jaar
- UEFA Golden Jubileum Poll: #5
- Ballon d'Or: tweede in 1973
- FIFA Order of Merit: 1984
- FIFA 100
- UEFA Europees kampioenschap - team van het toernooi: 1968, 1980
- FIFA World Cup All-Star Team: 1982
- FIFA World Cup Best Goalkeeper: 1982
- Golden Foot "Football Legends" Award: 2004
- Italiaanse Football Hall of Fame: 2012
- Italy's Sports Walk of Fame: 2015
- World Soccer Magazine's 100 Grootste Spelers van de 20e eeuw.
- IFFHS Legends

Als trainer
- Beste Trainer van de Serie A: 1990
- Wereldtrainer van het Jaar: 2000